# آلا-سوهکا
آلا-سوهکا (به لاتین: Ala-Suhka) یک منطقهٔ مسکونی پیشین در استونی است که در دهستان هانیا واقع شده‌است.